# Faimes
Faimes (valonă Faime) este o comună francofonă din regiunea Valonia din Belgia. Comuna este formată din localitățile Aineffe, Borlez, Celles, Les Waleffes și Viemme. Suprafața totală a comunei este de 28,48 km². La 1 ianuarie 2008 comuna avea o populație totală de 3.614 locuitori. 